# Zorro
Zorro (Señor Zorro) este un personaj fictiv, apărut pentru prima dată în romanul Blestemul lui Capistrano, scris de scriitorul american Johnston McCulley⁠(d). Cartea a fost lansată în revista "All-story weekly" în 1919. Personajul Zorro (care, în limba spaniolă, înseamnă Vulpe) este un erou mascat din perioada dominației mexicane a Alta Californiei⁠(d). Numele real al lui Zorro ar fi Don Diego Vega, iar, mai târziu, numele a suferit o mică modificare, Don Diego de la Vega. El este un spadasin spaniol desăvârșit, care luptă pentru a scăpa poporul Californio (populația hispanofonă din California de Sus), oameni de rând și populația de baștină din California de sub tirania guvernatorului spaniol, dar și a altor mișei. 
Zorro (vulpe) a căpătat această poreclă datorită istețimii lui, a capacității de a scăpa pe sub nasul autorităților corupte și a le ridiculiza continuu. Rolul lui Zorro a fost jucat în filme, pe rând, de: Douglas Fairbanks, Tyrone Power, Alain Delon, Antonio Banderas și Christian Meier.

## Istorie
După succesul obținut cu filmul Semnul lui Zorro (1920), avându-l ca protagonist pe Douglas Fairbanks, romanul a fost publicat din nou de către editura americană Grosset & Dunlap, sub noul titlu: Semnul lui Zorro. 
A mai apărut și o nouă serie, numită Don Q, fiul lui Zorro în 1925, prezentând pe fiul adult al lui Zorro, Don Cesar.
Personajul reprezintă una dintre cele mai vechi versiuni al supereroului cărților de benzi desenate americane. A fost un personaj bogat, cu o identitate secretă, care se apără purtând masca la ochi și care se zbate pentru binele oamenilor de rând cu capacitățile superioare de luptă. Are, de asemenea, un animal-simbol (deși doar hispanofonii l-ar înțelege: Zorro = vulpe), deși nu este niciodată prezentat ca emblemă. De fapt, Zorro a fost adaptat pentru reviste de benzi desenate și desene animate. Cel mai renumit personaj care a fost inspirat de personajul lui Zorro este Batman, creat de Bob Kane în 1930 (chiar în cadrul istoriei lui Batman). Bruce Wayne, eroul principal, este inspirat de Zorro, părinții lui fiind omorâți în timp ce el, copil fiind, se uita la filmul Semnul lui Zorro.
Zorro a avut un succes foarte mare, fiind eroul principal a numeroase filme.
În afară de filmul original Semnul lui Zorro (1920), au mai apărut:

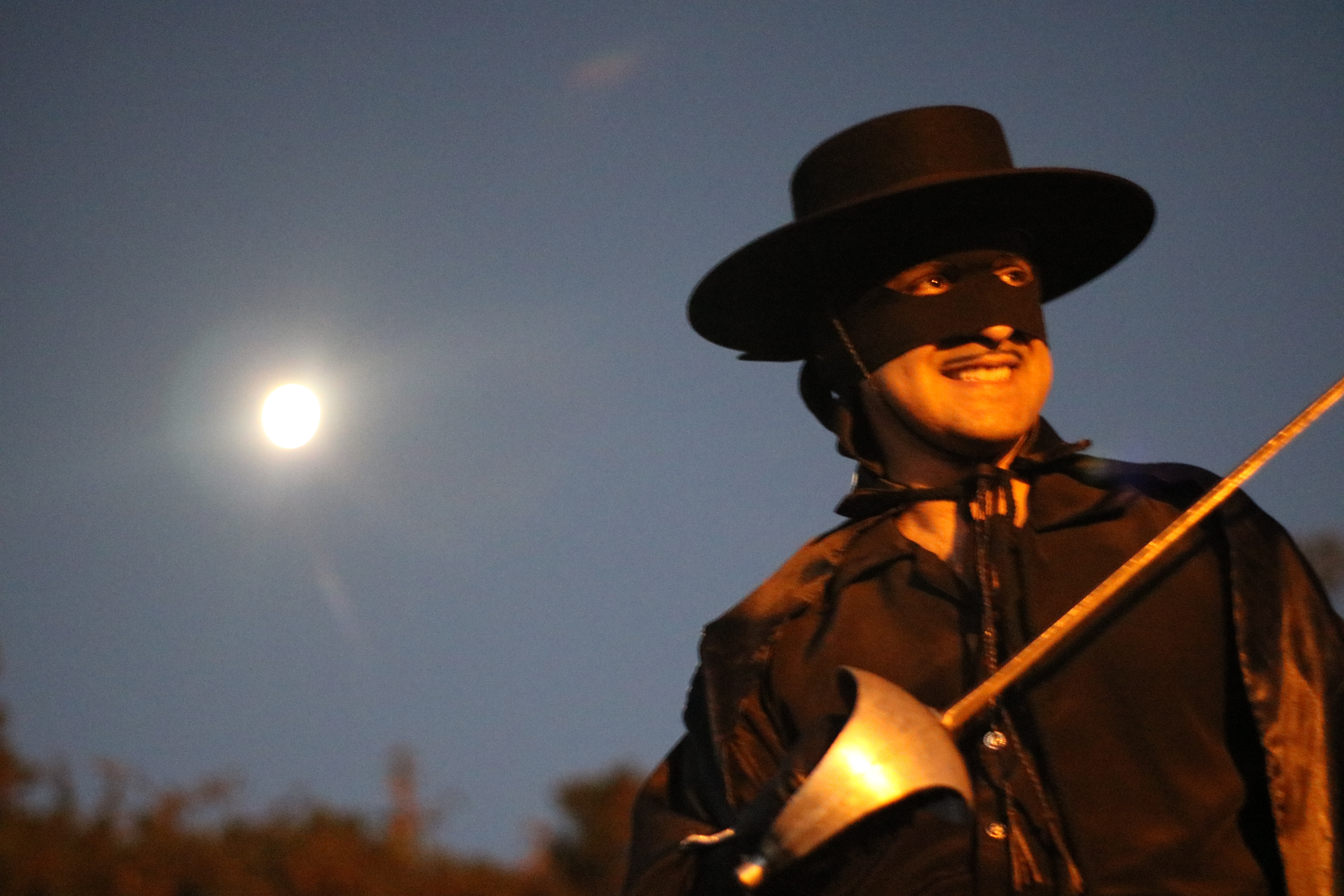
Actorul Adrian Escudero deghizat ca Zorro, la filmările din aprilie 2018, pentru filmul argentinian „Zorro, el sentimiento de hierro”.

- Semnul lui Zorro, film american din 1940, cu Tyrone Power
- Zorro (primul serial TV american), 1957-1959, cu Guy Williams⁠(d) în rolul principal
- Zorro (film), coproducție italo-franceză din 1975, cu Alain Delon
- Zorro din Lumea Nouă (al doilea serial TV american) 1990-1993, cu Duncan Regehr⁠(d) în rolul principal
- Masca lui Zorro, film american, cu Anthony Hopkins și Antonio Banderas
- Legenda lui Zorro (2005), cu Antonio Banderas
- Zorro, la espada y la rosa, al treilea serial TV (2007), de origine spaniolă. Aici, Christian Meier are rolul principal.
- The New Adventures of Zorro⁠(d) (coproducție și serial TV americano-nipon de animație de la 1981)
- The New Adventures of Zorro⁠(d) (serial american de animație de la 1997-1998)
- The Legend of Zorro⁠(d) (sau "Kaiketsu Zoro"), coproducție și serial TV italo-nipon de animație, 1996-1997

#### Filme europene
- 1926 À la manière de Zorro, Belgia, rol principal: William Elie – Neoficial *
- 1952 Il sogno di Zorro / Visul lui Zorro, Italia, rol principal: Walter Chiari
- 1953 La montaña sin ley / Munte primejdios, Spania, rol principal: José Suárez
- 1962 Zorro alla corte di Spagna / Zorro la Curtea de la Madrid, Italia, rol principal: George Ardisson
- 1962 La venganza del Zorro, Spania, rol principal: Frank Latimore
- 1963 Le tre spade di Zorro / Cele trei săbii ale lui Zorro, Spania & Italia, rol principal: Guy Stockwell
- 1963 Zorro e i tre moschettieri / Zorro și Cei trei muschetari, Italia, rol principal: Gordon Scott
- 1963 Zorro contro Maciste, Italia & Spania, rol principal: Pierre Brice
- 1963 Il segno di Zorro [it] / Duelul de la Rio Grande / Semnul lui Zorro, Spania, Italia & Franța, rol principal: Sean Flynn
- 1965 El Zorro cabalga otra vez / Il Giuramento di Zorro / Secretul lui Zorro, Italia & Spania, rol principal: Tony Russel
- 1966 Zorro il ribelle / Zorro Răzvrătitul, Italia, rol principal: Howard Ross
- 1968 El Zorro / Zorro Vicleanul, Italia & Spania, rol principal: George Ardisson
- 1968 I nipoti di Zorro / Nepoții lui Zorro, Italia. Comedie cu actorii Franco și Ciccio în rolurile lui Franco La Vacca și Ciccio La Vacca, nepoți ai nevestei decedate a lui Don Diego de la Vega. Dean Reed îl joacă pe Raphael de la Vega, fiul lui Don Diego și noul Zorro, în timp ce Franco Fantasia îl are pe Don Diego îmbătrânit, care renunță să mai fie Zorro.
- 1969 Zorro marchese di Navarra / Zorro, marchizul navarrez, Italia, rol principal: Nadir Moretti
- 1969 Zorro alla corte d'Inghilterra / "Zorro la Curtea de la Londra", Italia, rol principal: Spiros Focás
- 1969 E continuavano a chiamarlo figlio di... / El Zorro justiciero / "Zorro, justițiarul", Italia & Spania, rol principal: Fabio Testi
- 1969 La última aventura del Zorro / Zorro il dominatore / "Ultima aventură a lui Zorro", Spania & Italia, rol principal: Carlos Quiney
- 1971 Zorro il cavaliere della vendetta / El Zorro, caballero de la justicia / "Zorro, călăreț al răzbunării", Spania & Italia, rol principal: Carlos Quiney
- 1971 El Zorro de Monterrey / Zorro la maschera della vendetta / "Zorro Invincibilul", Spania & Italia, rol principal: Carlos Quiney
- 1972 Les aventures galantes de Zorro, Franța & Belgia, rol principal: Jean-Michel Dhermay
- 1973 Il figlio di Zorro / "Fiul lui Zorro" / "Bărbatul cu pușca Winchester aurită", Italia & Spania, rol principal: Alberto Dell'Acqua
- 1975 Il sogno di Zorro / "Nepoții lui Zorro" / "Visul lui Zorro", Italia, rol principal: Franco Franchi
- 1975 Zorro (Zorro), regia Duccio Tessari, cu Alain Delon și Ottavia Piccolo
- 1975 La marque de Zorro / "Semnul lui Zorro", Franța; secvențe în plus adăugate la La venganza del Zorro (1962), cu Frank Latimore, redenumit Clint Douglas
- 1975 Ah sì? E io lo dico a Zzzzorro! / "Semnul lui Zorro" / Cui îi e teamă de Zorro? / I se spune Zorro... zău?, Italia & Spania, rol principal: George Hilton – Neoficial *

Notă: Neoficial înseamnă că nu e băgat în lista oficială de filme de la "zorro.com". 

#### Povești scrise de Johnston McCulley
Poveștile în original au fost tipărite ca reviste de literatură de consum din anii 1910 până pe la 1950. Majoritatea lor au rămas nepublicate sub formă de carte decât târziu, când s-a decis să fie prezentată seria de ediții colectate Zorro: The Complete Pulp Adventures, publicată în 2016 și 2017.
- Zorro: The Complete Pulp Adventures Vol. 1 (2016)
  - The Curse of Capistrano, All-Story Weekly Vol. 100 No. 2 – Vol. 101 No. 2, serializată în cinci părți, 9 august 1919 – 6 septembrie 1919 – romanul The Curse of Capistrano editat de Grosset & Dunlap în 1919, și reeditată ca The Mark of Zorro în 1924 de același editor
  - "Zorro Saves A Friend", Argosy Vol. 234 No. 1, November 12, 1932
  - "Zorro Hunts A Jackal", Argosy Vol. 237 No. 6, April 22, 1933 (a.k.a. Zorro Hunts by Night)
- Zorro: The Complete Pulp Adventures Vol. 2 (2016)
  - The Further Adventures of Zorro, Argosy Vol. 142 No. 4 – Vol. 143 No. 3, serializată în șase părți, 6 mai 1922 – 10 iunie 1922
  - "Zorro Deals With Treason", Argosy Vol. 249 No. 2, August 18, 1934
  - "Mysterious Don Miguel", Argosy Weekly, Vol. 258 No. 5 – No. 6, serializată în două părți, 21 septembrie 1935 – 28 septembrie 1935
- Zorro: The Complete Pulp Adventures Vol. 3 (2016)
  - Zorro Rides Again, Argosy Vol. 224 No. 3 – Vol. 224 No. 6, serializată în patru părți, 3 octombrie 1931 – 24 octombrie 1931
  - "Zorro Draws a Blade", West Magazine Vol. 56 No. 2, July 1944
  - "Zorro Upsets a Plot", West Magazine Vol. 56 No. 3, September 1944
  - "Zorro Strikes Again", West Magazine Vol. 57 No. 1, November 1944

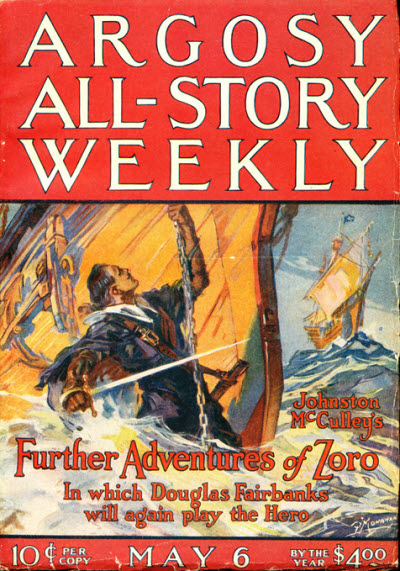
The Further Adventures of Zorro, din revista Argosy vol. 142, nr. 4, emis la 6 mai 1922.

  - The Further Adventures of Zorro, din revista Argosy vol. 142, nr. 4, emis la 6 mai 1922."Zorro Saves a Herd", West Magazine Vol. 57 No. 2, January 1945
  - "Zorro Runs the Gauntlet", West Magazine Vol. 57 No. 3, March 1945
  - "Zorro Fights a Duel", West Magazine Vol. 58 No. 1, May 1945
  - "Zorro Opens a Cage", West Magazine Vol. 58 No. 2, July 1945

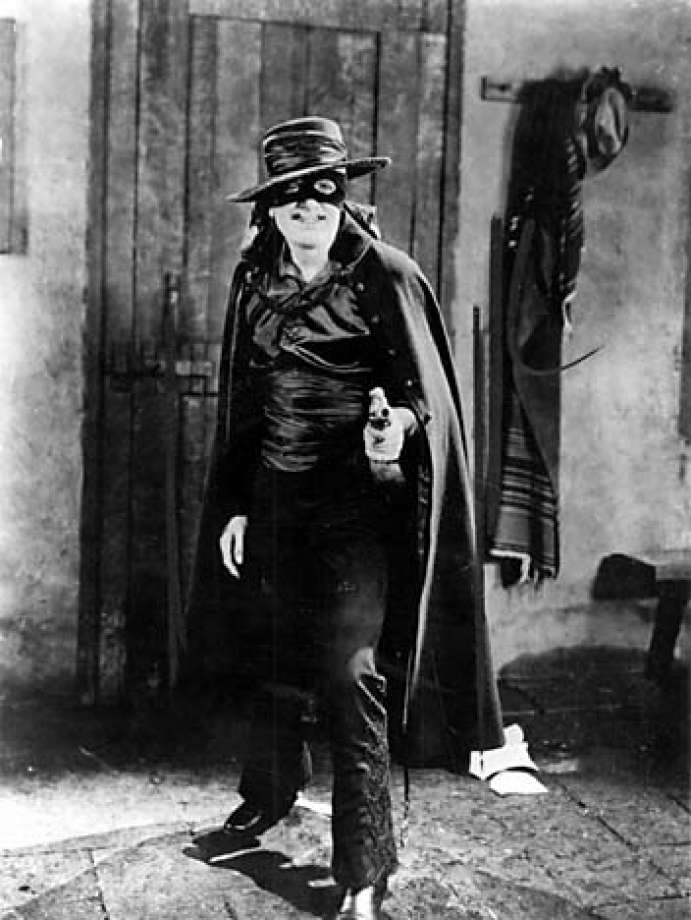
Douglas Fairbanks în primul film de Zorro, The Mark of Zorro (1920), ce a fost un factor la succesul timpuriu al personajului.

  - Douglas Fairbanks în primul film de Zorro, The Mark of Zorro (1920), ce a fost un factor la succesul timpuriu al personajului. "Zorro Prevents a War", West Magazine Vol. 58 No. 3, September 1945
  - "Zorro Fights a Friend", West Magazine Vol. 59 No. 1, October 1945
  - "Zorro's Hour of Peril", West Magazine Vol. 59 No. 2, November 1945
  - "Zorro Lays a Ghost", West Magazine Vol. 59 No. 3, December 1945
- Zorro: The Complete Pulp Adventures Vol. 4 (2016)
  - The Sign of Zorro, Argosy Vol. 305 No. 2 – Vol. 305 No. 6, serializată în cinci părți, 25 ianuarie 1941 – 22 februarie 1941
  - "Zorro Frees Some Slaves", West Magazine Vol. 60 No. 1, January 1946
  - "Zorro's Double Danger", West Magazine Vol. 60 No. 2, February 1946
  - "Zorro's Masquerade", West Magazine Vol. 60 No. 3, March 1946
  - "Zorro Stops a Panic", West Magazine Vol. 61 No. 1, April 1946
  - "Zorro's Twin Perils", West Magazine Vol. 61 No. 2, May 1946
  - "Zorro Plucks a Pigeon", West Magazine Vol. 61 No. 3, June 1946
  - "Zorro Rides at Dawn" West Magazine Vol. 62 No. 1, July 1946
  - "Zorro Takes the Bait", West Magazine Vol. 62 No. 2, August 1946
  - "Zorro Raids a Caravan", West Magazine Vol. 62 No. 3, October 1946
  - "Zorro's Moment of Fear", West Magazine Vol. 63 No. 3, January 1947
- Zorro: The Complete Pulp Adventures Vol. 5 (2017)
  - "A Task for Zorro", West Magazine Vol. 65 No. 2, June 1947
  - "Zorro Saves His Honor", West Magazine Vol. 64 No. 1, February 1947
  - "Zorro and the Pirate", West Magazine Vol. 64 No. 2, March 1947
  - "Zorro Beats the Drum", West Magazine Vol. 64 No. 3, April 1947
  - "Zorro's Strange Duel", West Magazine Vol. 65 No. 1, May 1947
  - "Zorro's Masked Menace", West Magazine Vol. 65 No. 3, July 1947
  - "Zorro Aids an Invalid", West Magazine Vol. 66 No. 1, August 1947
  - "Zorro Saves an American", West Magazine Vol. 66 No. 2, September 1947
  - "Zorro Meets a Rogue", West Magazine Vol. 66 No. 3, October 1947
  - "Zorro Races with Death", West Magazine Vol. 67 No. 1, November 1947
  - "Zorro Fights for Peace", West Magazine Vol. 67 No. 2, December 1947
  - "Zorro Serenades a Siren", West Magazine Vol. 68 No. 1, February 1948
  - "Zorro Meets a Wizard", West Magazine Vol. 68 No. 2, March 1948
  - "Zorro Fights with Fire", West Magazine Vol. 68 No. 3, April 1948
  - "Gold for a Tyrant", West Magazine Vol. 69 No. 1, May 1948
  - "The Hide Hunter", West Magazine Vol. 69 No. 2, July 1948
- Zorro: The Complete Pulp Adventures Vol. 6 (2017)
  - "Zorro's Fight for Life", West Magazine, Vol. 74 No. 2, July 1951
  - "Zorro Shears Some Wolves", West Magazine Vol. 69 No. 3, September 1948
  - "The Face Behind the Mask", West Magazine Vol. 70 No. 1, November 1948
  - "Zorro Starts the New Year", West Magazine Vol. 67 No. 3, January 1948
  - "Hangnoose Reward", West Magazine Vol. 70 No. 3, March 1949
  - "Zorro's Hostile Friends", West Magazine Vol. 71 No. 1, May 1949
  - "Zorro's Hot Tortillas", West Magazine Vol. 71 No. 2, July 1949
  - "An Ambush for Zorro", West Magazine Vol. 71 No. 3, September 1949
  - "Zorro Gives Evidence", West Magazine Vol. 72 No. 1, November 1949
  - "Rancho Marauders", West Magazine Vol. 72 No. 2, January 1950
  - "Zorro's Stolen Steed" West Magazine Vol. 73 No. 3, March 1950
  - "Zorro Curbs a Riot", West Magazine Vol. 73 No. 3, September 1950
  - "The Three Stage Peons", West Magazine Vol. 74 No. 1, November 1950
  - "Zorro Nabs a Cutthroat", West Magazine Vol. 74 No. 2, January 1951
  - "Zorro Gathers Taxes", West Magazine Vol. 74 No. 3, March 1951
  - "Zorro Rides the Trail!", Max Brand's Western Magazine, May 1954
  - "The Mask of Zorro", Short Stories for Men Vol. 221 No. 2, April 1959

## Biografia personajului fictiv
În romanul The Curse of Capistrano, Señor-ul Zorro devine un proscris în vechiul cartier El Pueblo de Nuestra Señora, la Reina de los Ángeles al orașului Los Angeles din California, "pentru a răzbuna pe cei neajutorați, a-i pedepsi pe politicienii cruzi, a-i ajuta pe cei oprimați", devenind astfel "Blestemul de la Capistrano". Romanul descrie pe larg și pe Don Diego Vega și pe Zorro, cititorul aflând de-abia la sfârșitul cărții că ei sunt unul și același om. În poveste, Diego și Zorro îi fac curte Lolitei Pulido, o femeie de viță nobilă sărăcită. Pe când Lolita e neimpresionată de Diego, care se preface că e un filfizon lipsit de empatie, se simte atrasă de Zorro cel năvalnic. Răufăcătorul principal e căpitanul Ramon, care e și el interesat de Lolita. Alte personaje sunt: sergentul Pedro Gonzales, dușmanul lui Zorro, dar amicul lui Diego; Bernardo, slujitorul surdo-mut al lui Diego; călugărul Felipe, aliatul lui; Don Alejandro Vega, tatăl lui, cel mai bogat latifundiar din California, care e și văduv; Don Carlos Pulido și nevasta lui, Doña Catalina, părinții Lolitei; și un grup de nobili (caballeros) care, inițial, vor capul lui Zorro, dar, mai încolo, acceptă să lupte de partea lui.
În poveștile ulterioare, McCulley introduce alte personaje, ca pirați și precolumbieni, unii din ei știind identitatea ascunsă a lui Zorro. 
Tot în scrierile de mai târziu ale lui McCulley, numele de familie a lui Diego se schimbă în "de la Vega". De fapt, scriitorul a fost tare neconsecvent. Prima serie de reviste a lui s-a terminat cu moartea răufăcătorului și Diego ieșind la iveală ca Zorro. Dar în seria următoare, răufăcătorul e in viață și eroul principal încă își ține secretă dubla identitate. 
Mai multe lucrări despre Zorro au dezvoltat din isprăvile lui. Mai multe din reviste îl prezintă pe erou ca personaj mai tânăr, care ia pe umeri pelerina lui Zorro.
Poveștile lui McCulley se derulează în era Californiei spaniole (1769–1821)  și, chiar dacă nu se știu precis anii, existența cartierului din orașul Los Angeles semnalează că poveștile nu pot avea loc înainte de 1781, anul întemeierii. Unele adaptări mai recente de la cinematografie ale poveștii lui Zorro îl pun în epoca târzie a Californiei mexicane (1821–1848). 

#### Emblemele personajului
Uniforma lui Zorro este un costum negru, format dintr-o tunică lungă, o pălărie neagră, denumiă sombrero cordobés, și o mască care îi acoperea ochii și fruntea. Arma lui favorită este sabia (mai precis, rapiera), cu care adeseori lăsa semnul lui distinctiv: un „Z” larg la nivelul pieptului, rupând cu vârful sabiei hainele inamicilor umiliți, dar și zgâriind obiecte, pentru "a-și iscăli munca". Mai recurge la alte arme, între care un bici și un revolver. 
Vulpea niciodată nu e arătată ca simbol al lui Zorro. E folosită ca metaforă a puterii de voință a personajului, așa cum sunt redate versurile: "Zorro, 'the Fox', so cunning and free..." (Zorro, "Vulpoiul", așa de viclean și de slobod...) de la melodia de introducere a serialului TV din partea Disney. 
Statura lui vitejească constă stând pe calul lui, Tornado, de obicei salutând ba cu mâna, ba cu sabia în vânt. Sigla firmei "Zorro Productions, Inc." se folosește de imaginea lui Zorro călare, având sabia scoasă afară.   

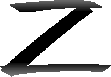
„Zet”-ul cu care se iscălește eroul/ haiducul Californio Zorro

#### Abilități și resurse
Zorro e foarte inteligent și poate nu doar să ticluiască strategii complexe, pregătite înainte de a intra pe câmpul de luptă, ci și să improvizeze planuri în clipe primejdioase și de luptă. Nu folosește niciodată forța brută și, de cele mai multe ori, folosește umorul și tachinarea psihologică pentru a-și irita adversarii, făcându-i să-și piardă detașarea emoțională și să-i facă prea dornici de răzbunare, în loc să-și coordoneze  acțiunile în luptă.
Pe lângă că are abilități tactice excepționale, el e specializat în infiltrarea de structuri sau teritorii inamice puternic păzite, în spionaj și în dispozitive explozive improvizate. Abilitatea sa tactică, ca și dexteritatea sa calculată și precisă, i-au permis lui Zorro să folosească două arme-cheie, sabia și biciul, ca extensii a mâinii sale dominante. El e, de asemenea, expert în arme și maestru al evadării și al camuflajului. De asemenea, e bun la descifrarea a multor limbi, atât vorbite, cât și scrise.
Zorro e un atlet și acrobat agil, care își folosește biciul ca accesoriu de gimnastică pentru a trece prin golurile dintre acoperișurile orașului și e foarte capabil să aterizeze de la înălțimi mari. Deși e maestru spadasin și trăgător, el și-a demonstrat de mai multe ori priceperea în lupta corp la corp împotriva mai multor adversari, prin tehnica bine exersată. Inteligența ascuțită, ca de vulpe, și o putere acută de observație sunt două abilități principale care îi permit lui Zorro să ia prin surprindere, pentru a-i învinge, pe inamicii de mare renume. 
În unele versiuni, Zorro ține un pumnal de dimensiuni medii, înfipt în cizma stângă, pentru situații de urgență. Și-a folosit pelerina ca jaluză, covoraș și unealtă de dezarmare. Cizmele lui Zorro sunt, de asemenea, uneori cântărite, la fel ca pălăria lui, pe care o aruncă, în stil Frisbee, ca avertisment eficient pentru inamici. Dar, de cele mai multe ori, el folosește batjocura psihologică, pentru a-și face adversarii prea supărați pentru a se descurca în luptă.
Zorro este un călăreț priceput. Numele calului său negru a variat de-a lungul anilor. În The Curse of Capistrano, a fost nenumit. În serialul de televiziune Zorro de la Disney, calul primește numele Tornado, care a fost păstrat în multe adaptări ulterioare. În majoritatea versiunilor, Zorro îl ține pe Tornado într-o peșteră secretă, conectată la hacienda sa printr-un sistem de pasaje și tuneluri secrete.
Ideea lui McCulley despre o trupă de bărbați care îl ajută pe Zorro este adesea absent din alte versiuni ale personajului. O excepție o vedem la Zorro's Fighting Legion (1939), cu Reed Hadley în rolul lui Diego. În versiunea lui Douglas Fairbanks, el are și o bandă de mascați care îl ajută. În poveștile lui McCulley, Zorro a fost ajutat de Bernardo, un servitor surdo-mut. În serialul de televiziune Zorro de la Disney, Bernardo nu e surd, ci se preface că e așa și acționează  ca agent secret al lui Zorro. El e un ajutor capabil și de neprețuit pentru Zorro, purtând uneori masca pentru a întări farsa stăpânului său. Serialul de televiziune Zorro 1990 de la Family Channel îl înlocuiește pe Bernardo cu un adolescent, pe nume Felipe, interpretat de Juan Diego Botto, care are aceeași dizabilitate și manifestă aceeași prefăcătorie.

#### Trăsături
În The Curse of Capistrano, Diego e descris ca fiind „un tânăr just, de origine sănătoasă, în vârstă de 24 de ani, neavând interes pentru lucrurile cu adevărat importante ale vieții, în timp ce stătea lângă Drumul Regal". Se mai spune că „Don Diego nu era ca ceilalți tineri viguroși ai vremurilor. Rareori își lua cu sine sabia, cu excepția vreunei chestiuni de stil și de îmbrăcăminte. Era al naibii de politicos cu toate femeile și n-a făcut curte nimănui... Cei care l-au cunoscut cel mai bine pe Don Diego au declarat că căscă de 100 ori pe zi." Deși mândru, potrivit statutului său social (și aparent nepăsător de clasele inferioare), el evită acțiunea, purtând rar cu el sabia. Aceasta e, desigur, o amăgire. La sfârșitul romanului, Diego explică că și-a planificat dubla identitate încă de la vârsta de cincisprezece ani:
- „Totul a început acum zece ani, când eram doar un băiat de cincisprezece ani”, a spus el. "Am auzit povești despre persecuții. Mi-am văzut prietenii, frailes, sâcâiți și jefuiți. Am văzut soldați bătând un bătrân băștinaș care mi-era prieten. Și apoi, m-am decis să intru în acest joc.
- „Știam c-ar fi un joc dificil de jucat. Așa că m-am prefăcut că am puțin interes pentru viață, pentru ca oamenii să nu leagă niciodată numele meu de cel al tâlharului la care mă așteptam să devin. În secret, am practicat călărie și am învățat cum a mânui o sabie—"
- "Pe toți sfinții, a făcut-o, mârâi sergentul Gonzales."
- „O jumătate din mine era apaticul Don Diego pe care îl cunoașteți cu toții, iar cealaltă jumătate era Blestemul de la Capistrano pe care speram să fiu, cândva. Și atunci a sosit timpul și a început munca mea”.
- „E un lucru ciudat de explicat, señores. Din momentul în care mi-am îmbrăcat mantia și mi-am pus masca, partea mea cu Don Diego a dispărut. Trupul mi s-a îndreptat, sânge nou părea să-mi curgă prin vene, vocea mea a devenit puternică și fermă, m-am înflăcărat ! Și din momentul în care mi-am scos mantia și masca, am fost din nou apaticul Don Diego. Nu vi se pare ciudat ?"
Această parte a poveștii de fundal a fost schimbată în filmul din 1920, The Mark of Zorro: Diego s-a întors recent din Spania, la începutul filmului, iar Zorro i-a spus mai târziu Lolitei că a învățat măiestria mânuirii sabiei în Spania. Continuarea din 1925, Don Q, Son of Zorro, extinde acest concept, spunând că: „Deși casa lui De Vegas se află demult pe pământul Californiei, fiul cel mare al fiecărei noi generații se întoarce în Spania pentru o perioadă de călătorie și studiu." Filmul din 1940, The Mark of Zorro, păstrează ideea că Diego învață măiestria sabiei în Spania și adaugă o alta, că el a fost chemat pe neașteptate acasă de tatăl său, Don Alejandro, când California a căzut pe mâna unui dictator groaznic. Ambele idei ar fi apoi incluse în reluarea poveștii de fundal a personajului.
Portretul lui McCulley a personalității lui Diego, cu modificări minore, e păstrat în cea mai mare parte a universului Zorro.
O excepție importantă de la această portretizare este la Zorro de la Disney (1957–59), unde Diego, în ciuda faptului că a folosit impresia falsă originală la începutul seriei, devine în schimb un luptător zelos și plin de compasiune pentru dreptate și pur și simplu se preface drept „cel mai inept spadasin din toată California". În această emisiune, toată lumea știe că lui Diego i-ar plăcea să-l imite pe Zorro, dar consideră că nu are priceperea.
"Zorro 1990" de la Family Channel (1990–1993) duce acest concept mai departe. În timp ce Diego se preface a fi inept cu sabia, restul impresiei falsă a sa exagerează, de fapt, interesele lui adevărate. Diego e, în realitate, bine versat și interesat de artă, poezie, literatură și știință. Șiretlicul lui e să creeze impresia că e interesat doar de aceste lucruri și că nu-i pasă de scrimă sau de acțiune. Zorro are, de asemenea, un laborator bine echipat în peștera sa ascunsă, în această versiune a poveștii.